# 福島県道29号長沼喜久田線
福島県道29号長沼喜久田線（ふくしまけんどう29ごう ながぬまきくたせん）は、福島県須賀川市から郡山市に至る県道（主要地方道）である。

## 概要

### 路線データ
- 総延長： 27.483 km
- 重用延長：13 m
- 実延長：27.470 km[1]
- 起点：須賀川市長沼字門口
- 終点：郡山市喜久田町堀之内字釜場西

## 歴史
- 1971年6月26日 - 建設省告示第1069号が公布され、福島県道郡山長沼線の一部、三穂田夏出日和田線の一部が主要地方道長沼喜久田線に指定される。
- 1972年（昭和47年）5月2日 - 福島県によって県道路線に認定される[2]。
- 1993年（平成5年）5月11日 - 建設省から、県道長沼喜久田線が長沼喜久田線として主要地方道に指定される[3]。

## 路線状況

### 重用路線
- 福島県道47号郡山長沼線（須賀川市長沼字門口（起点） - 郡山市三穂田町富岡字山寺）

### 道路施設
簀子橋
- 全長：18.46m
- 幅員：6.0m
- 竣工：1967年

簀子橋側道橋
- 全長：23.1m
- 幅員：2.0m
- 形式：PC単純プレテン中空床版桁橋
- 竣工：2008年度
- 施工：安部日鋼工業

須賀川市長沼字子ッコ橋・字新池から滝字大新畑・字白砂に跨り、一級水系阿武隈川水系江花川支流簀子川を渡る。橋上は上下対向2車線で供用されている。福島県立長沼高等学校や須賀川市立長沼小学校への通学路であるが、歩道が設置されておらず危険な状態であったため、交通安全施設等整備事業として下り線側に側道人道橋が建設された。人道橋の総工費は3500万円。
下守屋橋
- 全長：24.5m
- 幅員：6.0（8.0）m
- 形式：単純PCプレテンT桁橋
- 竣工：1996年

郡山市三穂田町下守屋に位置し、一級水系阿武隈川水系笹原川を渡る。ふるさとづくり道路整備事業により三穂田町市街地を大きく迂回するバイパスを建設する一環で架橋された。

## 地理

### 通過する自治体
- 福島県
  - 須賀川市
  - 郡山市

### 交差する道路
須賀川市
- 国道118号（長沼字門口 起点）
- 福島県道67号中野須賀川線（梅田字古手宮）
- 福島県道109号安積長沼線（守屋字日渡）

郡山市
- 福島県道47号郡山長沼線・福島県道294号三穂田須賀川線（三穂田町富岡字山寺）
- 福島県道295号芦ノ口大槻線（三穂田町山口字芦ノ口）
- 福島県道6号郡山湖南線（逢瀬町多田野字本郷）
- 福島県道142号河内郡山線（逢瀬町河内字町東）
- 国道49号（喜久田町堀之内字釜場西（堀之内交差点） 終点）

### 沿線にある施設など
- 福島県立長沼高等学校
- 深田ダム
- 郡山市立逢瀬中学校
- 逢瀬公園